# Anorchidia
L'anorchidia, anche definita anorchia, anorchismo o sindrome dei testicoli scomparsi, è una condizione caratterizzata dalla completa assenza di tessuto testicolare. È generalmente conseguenza di un intervento chirurgico di orchiectomia bilaterale, ma può, seppur raramente, essere una condizione congenita.

## Eziopatogenesi
Esistono tre possibili sindromi caratterizzate da anorchidia: la sindrome da agenesia gonadica 46XY, l'anorchidia congenita bilaterale e la sindrome da regressione testicolare.

### Sindrome da agenesia gonadica 46XY
È caratterizzata da un genotipo normale XY e da un fenotipo sessuale ambiguo, con organi genitali esterni ed interni non ben definiti. Tale sindrome, la cui eziologia non è nota, deriva dalla mancata azione dei fattori di sviluppo testicolare nelle prime fasi della gestazione.

### Anorchidia congenita bilaterale
È una condizione caratterizzata da un genotipo maschile XY a cui corrisponde un fenotipo di tipo maschile; sono presenti tutte le strutture annesse alle gonadi tranne le stesse gonadi. In questo caso la mancata azione dei fattori di sviluppo testicolare avviene tardivamente durante la gravidanza.

### Sindrome da regressione testicolare
Si tratta di una condizione diversa rispetto alle precedenti, dato che in questo caso lo sviluppo delle gonadi maschili durante la gravidanza avviene normalmente, salvo poi regredire a causa di una compromissione vascolare. In questo caso, al termine dei compromissione e in rapporto con gli epididimi, si rileva del tessuto fibroso degenerato di origine testicolare, che risulta ricco in depositi di emosiderina. Tali pazienti sono caratterizzari da una genotipo e da un fenotipo di tipo maschile. Come nel caso del criptorchidismo, il residuo fibroso deve essere rimosso per via di una potenziale tendenza alla degenerazione neoplastica.

## Diagnosi differenziale
Deve essere esclusa la diagnosi di criptorchidismo, ovvero la mancata discesa dei due testicoli, attraverso il canale inguinale, nella borsa scrotale, per via della potenziale degenerazione neoplastica del testicolo ritenuto. Questa si ottiene tramite l'esplorazione chirurgica con correlata biopsia escissionale degli annessi, ovvero epididimo e dotto deferente.

## Clinica
L'assenza di tessuto testicolare porta a una condizione di ipogonadismo primitivo, con bassi valori plasmatici di ormoni sessuali maschili e alti di gonadotropine per via della mancanza del meccanismo di feedback negativo.